# Chwiedar Niuńka
Chwiedar Niuńka (biał. Хведар Нюнька; ur. 6 kwietnia 1928 w Oleszewiczach, zm. 15 sierpnia 2018) – działacz społeczno-kulturalny białoruskiej mniejszości narodowej na Litwie, od 1989 do 2014 roku – przewodniczący Towarzystwa Kultury Białoruskiej na Litwie, od 1997 roku członek Prezydium Rady Białoruskiej Republiki Ludowej.

## Życiorys

### Dzieciństwo
Urodził się 6 kwietnia 1928 roku we wsi Oleszewicze, w gminie Kamionka województwa białostockiego II Rzeczypospolitej. Jego matka nie chciała jego narodzenia, ponieważ rodzina była biedna, a jedno dziecko już było. W związku z tym, aby zapobiec jego przyjściu na świat, brała różne pigułki i paskudztwa, co nie przyniosło jednak oczekiwanego efektu. Chwiedar urodził się żywy, chociaż chorowity. Gdy miał kilka miesięcy, jego rodzice, szukając lepszych warunków życia, przeprowadzili się wraz z nim i jego starszą siostrą do Mostów. Jego ojciec, Jakub Niuńko, otworzył tam sklep z tkaninami i żywnością przy fabryce sklejki Konopackiego. Ojciec przejawiał sympatie proradzieckie – słuchał radzieckiego radia i publicznie chwalił system polityczny wschodniego sąsiada. M. in. z tego powodu rozpoczęto bojkot jego sklepu i cała rodzina w późnych latach 30. zdecydowała się przeprowadzić do Szczuczyna, gdzie otworzyła kolejny sklep. Po wybuchu II wojny światowej ojciec Chwiedara oczekiwał wkroczenia wojsk radzieckich do miasta i z radością witał wjeżdżające czołgi. Za lojalną postawę otrzymał od Sowietów propozycję objęcia stanowiska naczelnika miasta, jednak odrzucił ją na rzecz pracy w sklepie. Po okrzepnięciu władzy radzieckiej na tzw. Zachodniej Białorusi, młody Chwiedar Niuńka został pionierem i entuzjastycznie odnosił się do nowego porządku.

### Edukacja

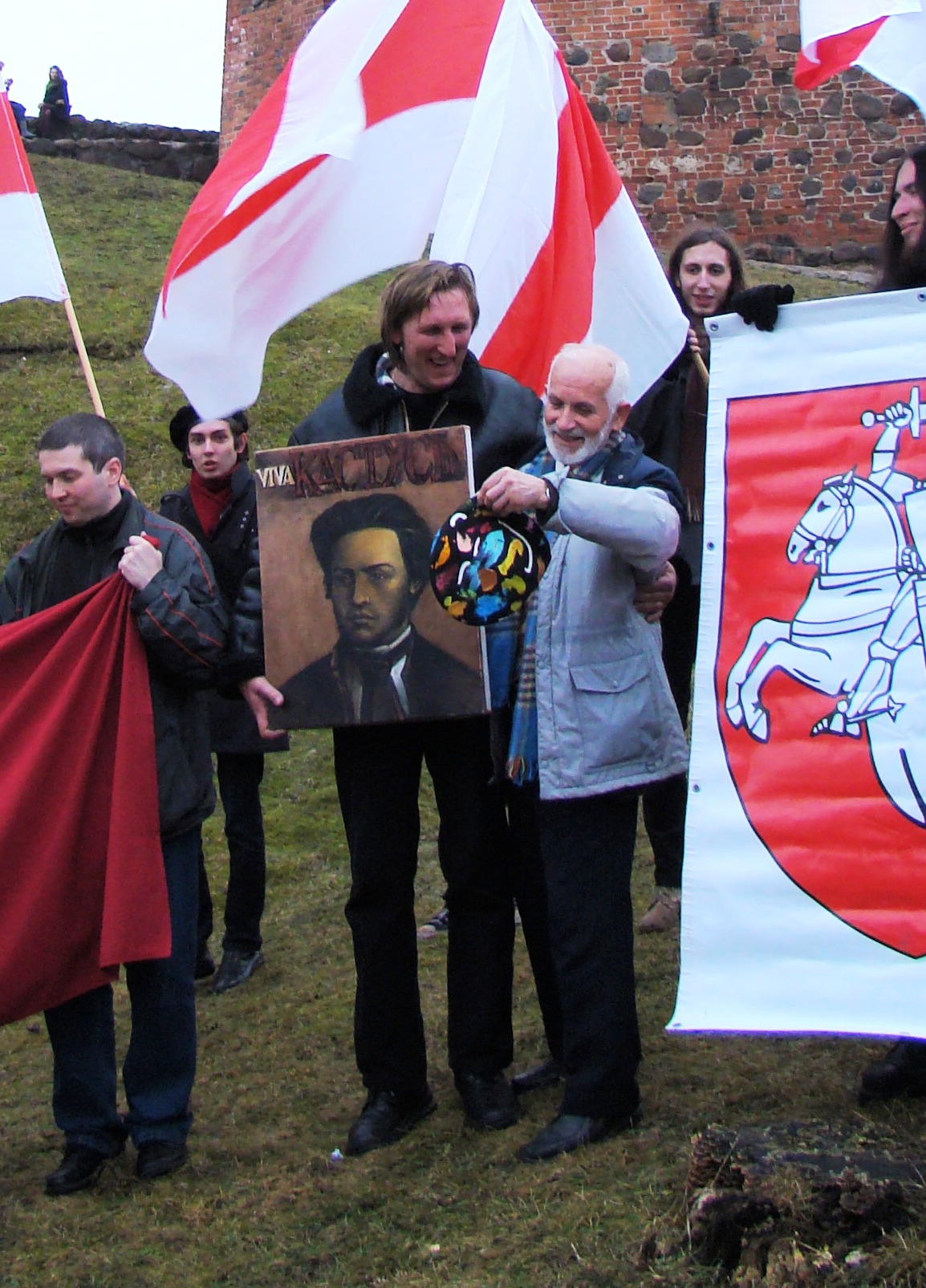
Chwiedar Niuńka (z prawej) i Aleś Puszkin (z lewej) na białoruskiej manifestacji w rocznicę śmierci Wincentego Konstantego Kalinowskiego. Wilno, 21 marca 2010

W 1943 roku wraz z rodziną przeprowadził się do Wilna. Z braku białoruskich szkół podjął naukę w rosyjskim Gimnazjum im. Czernichowskiego, które ukończył w 1948 roku. Rozpoczął studia na Wydziale Leśnictwa Uniwersytetu Wileńskiego, który jednak rok później został dołączony do Litewskiej Akademii Gospodarki Wiejskiej w Kownie. W 1953 roku uzyskał tytuł inżynieria gospodarki leśnej i kolejne trzy lata pracował w wyuczonym zawodzie, jednak nie było to dla niego interesujące. Kolejne 35 lat przepracował w instytutach opracowujących projekty budowlane, jako główny specjalista ds. kosztorysów. Cieszył się wysokimi zarobkami.

### Towarzystwo Kultury Białoruskiej na Litwie
W późnych latach 80. zmienił swój stosunek do systemu komunistycznego. Jego entuzjazm z młodości przerodził się najpierw w rozczarowanie, a następnie w radykalny antykomunizm. 4 lutego 1989 roku, wraz z grupą podobnie myślących osób, założył Towarzystwo Kultury Białoruskiej na Litwie (TKBnL) i został wybrany jego przewodniczącym. Zajmował to stanowisko nieprzerwanie przez 25 lat. Od 16 lat aktywnie pracuje na rzecz krzewienia kultury białoruskiej na Litwie. Do jego zasług należy m.in. doprowadzenie do umieszczenia w Wilnie około tuzina tablic upamiętniających miejsca i postaci związane z historią Litwy i Białorusi: Franciszka Skaryny, Janki Kupały, Bronisława Taraszkiewicza, Piotra Sierhijewicza, Grzegorza Szyrmy, Wincentego Konstantego Kalinowskiego, Wacłaua Łastouskiego, Natalii Arsienniewej, Maksima Hareckiego, jak również wydanie dziesiątek książek, organizacja dziesiątek białoruskich imprez. W 1997 roku został członkiem Prezydium Rady Białoruskiej Republiki Ludowej. 29 września 2014 roku, podczas nadzwyczajnego posiedzenia Rady TKBnL poświęconego jego byłej własności, Chwiedarowi Niuńce udzielono wotum nieufności i pozbawiono stanowiska przewodniczącego. Pełniącym jego obowiązki został Wasil Akuniewicz.
Chwiedar Niuńka zmarł 15 sierpnia 2018 roku.

## Poglądy
Chwiedar Niuńka był zwolennikiem demokratyzacji i odrodzenia narodowego Białorusi. Wyrażał szczególnie negatywny stosunek do dyktatury, która jego zdaniem panowała w tym kraju. Promował posługiwanie się językiem białoruskim przez Białorusinów, twierdząc, że w przeciwnym wypadku przestaną oni być narodem, a Białoruś – państwem. Popierał wejście Białorusi do Unii Europejskiej.

## Znajomość języków
Do 13 roku życia Chwiedar Niuńka nie znał języka białoruskiego i posługiwał się wyłącznie językiem polskim. Jak twierdził, był to efekt celowego wychowania przez rodziców, którzy uważali, że w ten sposób ich syn będzie miał lepsze szanse na karierę. Po wybuchu II wojny światowej rodzice wynajęli dla Chwiedara prywatnego nauczyciela języka niemieckiego, z tych samych przyczyn. Dzięki znajomości niemieckiego Chwiedar uratował swojego ojca z rąk Niemców – zeznał (zgodnie z prawdą), że ojciec we wrześniu 1939 roku podarł polską flagę.

## Odznaczenia
- Wyróżnienie Fundacji Polcul za działalność na rzecz współpracy polsko-białorusko-litewskiej (1997)[5]
- Dyplom „Za zasługi dla Wilna” od władz miasta Wilna (jedyny przedstawiciel mniejszości narodowych w Wilnie nagrodzony w ten sposób)[1].